# Jūnigatsu no Love Songs: Complete Box
Jūnigatsu no Love Song ~COMPLETE BOX~ (jap. 12月のLove song 〜COMPLETE BOX〜) – limitowana edycja albumu box set japońskiego artysty Gackta, wydana 13 grudnia 2006 roku. Zawiera on dziewięć różnych wersji poprzednio wydanego utworu Jūnigatsu no Love song, w tym chiński duet z Leehom Wang i cztery nowe wersje. Box set zawiera również dyfuzor do aromaterapii, a także złotą i srebrną foliową pocztówkę okładek płyt CD.

## Lista utworów
Wszystkie utwory zostały skomponowane i napisane przez Gackt C.
| Nr | Tytuł                                                          | Czas |
| -- | -------------------------------------------------------------- | ---- |
| 1. | "Jūnigatsu no Love Song" (jap. 12月のLove song) (2004 Edition) | 5:22 |
| 2. | "December Love" (New Recording)                                | 5:21 |
| 3. | "十二月的情歌" (New Recording)                                 | 6:57 |
| 4. | "12월, 어느 사랑노래"                                          | 5:19 |
| 5. | "December Love Song〈한국어〉"                                 | 5:25 |
| 6. | "Jūnigatsu no Love Song" (with Background Chorus)              | 5:21 |
| 7. | "December Love" (with Background Chorus)                       | 5:20 |
| 8. | "十二月的情歌" (with Background Chorus)                        | 6:57 |
| 9. | "December Love Song" (with Background Chorus)                  | 5:15 |